# Crinia flindersensis
A Crinia flindersensis a kétéltűek (Amphibia) osztályának békák (Anura) rendjébe, a Myobatrachidae családba, azon belül a Crinia nembe tartozó faj.

## Előfordulása
Ausztrália endemikus faja. Dél-Ausztrália állam Flinders hegyvonulatának hegységeiben honos.

## Megjelenése
Kis termetű békafaj. A nőstények hossza 16,0-25,9 mm, a hímeké 14,6-21,3 mm. Háta világosbarna, vörösesbarna vagy sötétbarna, sötétebb foltokkal. A hasa fehér, apró sötétbarna foltokkal és pettyekkel, a hímeki torka szürkésbarna. Pupillája csaknem kerek, a szivárványhártya aranyszínű. Lábán hosszanti vízszintes csíkok húzódnak. Sem a mellső, sem a hátsó lábán nincs úszóhártya, ujjain nincsenek korongok.

## Életmódja
Petéit egy rétegben rakja le lassú folyású patakok sziklái alá. Az ebihalak akár 3,5 cm hosszúak is lehetnek, és halvány arany, sötét aranybarna vagy majdnem fekete színűek. Gyakran a víztestek alján maradnak, nincs feljegyzés arról, hogy mennyi idő alatt fejlődnek békává. Késő tél és késő tavasz között szaporodik.

## Természetvédelmi helyzete
A vörös lista jelenleg nem tartja nyilván.